# Aggro Anti Ansage Nr. 8
Aggro Anti Ansage Nr. 8 ist der sechste und letzte Sampler des Labels Aggro Berlin. Die Veröffentlichung erschien am 5. Dezember 2008 über die Berliner Plattenfirma. Universal Music übernahm den Vertrieb des Samplers. Auf Aggro Anti Ansage Nr. 8 werden die fünf Hip-Hop-Musiker, die 2008 bei Aggro Berlin unter Vertrag standen Sido, B-Tight, Kitty Kat, Fler und Tony D sowie weitere Vertreter der Berliner Rap-Szene präsentiert. Der Sampler erreichte Platz 25 der deutschen, Platz 20 der österreichischen und Platz 10 der Schweizer Charts.

## Hintergrund
Aggro Berlin begann im Mai 2002 mit der Veröffentlichung der ersten „Ansage“ als EP mit den Rappern Sido, Bushido und B-Tight. Es folgten zur Weihnachtszeit 2002 jährliche Sampler, auf denen die aktuell bei der Plattenfirma unter Vertrag stehenden Künstler präsentiert wurden. Im Rahmen der Veröffentlichung der Aggro Ansage Nr. 5 im Jahr 2005 erklärte der Labelchef Specter in einem Interview, dass er die jährliche „Ansage“ „fast schon als Last“ und Verpflichtung empfände, sodass er noch keine Aussage darüber treffen könne, ob ein weiterer Sampler erscheinen werde. In den folgenden zweieinhalb Jahren konzentrierte sich das Label auf die Vermarktung ihrer Künstler sowie die Veröffentlichung derer Soloalben. Erst im August 2008 wurde ein neuer Sampler unter dem Titel Aggro Ansage Nr. 8 angekündigt. Als Grund für die Betitelung als Nummer 8 äußerte Fler, dass Aggro Berlin zwei Ansagen ausgelassen habe und deshalb mit der achten Ausgabe fortfahren möchte. Zudem passe der Titel zum Jahr 2008. Die Veröffentlichung erfolgte am 5. Dezember 2008. Aufgrund der Schließung des Labels am 1. April 2009, stellt Aggro Anti Ansage Nr. 8 den Abschluss der Reihe dar.

## Beiträge
In den Liedern der Aggro Anti Ansage Nr. 8 treten Sido, B-Tight, Kitty Kat, Fler und Tony D in verschiedenen Konstellationen in Erscheinung. Des Weiteren ist der Rapper Godsilla, mit welchem Fler 2008 das Album Südberlin Maskulin veröffentlicht hat, an drei Liedern beteiligt, darunter der Solotitel Silla Instinkt. Die Gruppe Scooter war musikalisch an der Entstehung des Lieds Beweg dein Arsch beteiligt. Außerdem sind Harris und Ozan sowie die Berlin-Crime-Mitglieder MC Basstard und Frauenarzt auf dem Sampler vertreten.
Zwei Titel des Samplers waren bereits vor der Veröffentlichung auf Aggro Anti Ansage Nr. 8 auf Alben Aggro Berlins erschienen. Egoist ist auch auf B-Tights Album Goldständer und Beweg dein Arsch auf der „Premium Edition“ des Albums Ich & meine Maske von Sido zu hören. Tony Ds Stück Hundert Metaz wurde ein weiteres Mal für das Album Für die Gegnaz! verwendet.

## Titelliste
| #  | Titel             | Künstler                                    | Produzent                            | Laufzeit |
| -- | ----------------- | ------------------------------------------- | ------------------------------------ | -------- |
| 01 | 5 krasse Rapper   | Tony D, Kitty Kat, Fler, Sido und B-Tight   | Shuko                                | 3:37     |
| 02 | Hundert Metaz     | Tony D                                      | Flash Gordon                         | 3:16     |
| 03 | Aggro Berlin Ding | B-Tight, Tony D, Fler und Sido              | Djorkaeff & Beatzarre                | 5:04     |
| 04 | Scheiss egal      | Tony D, B-Tight, Sido und Kitty Kat         | Farhot                               | 2:57     |
| 05 | So is es          | Fler und Sido                               | Djorkaeff                            | 4:01     |
| 06 | Pussy             | Kitty Kat                                   | Kitty Kat & Rob Major                | 2:49     |
| 07 | Leute reden       | Fler                                        | Beatzarre, Djorkaeff & KD Supier     | 3:28     |
| 08 | Blas mir ein      | Sido                                        | Djorkaeff & Beatzarre                | 4:25     |
| 09 | Anti Ansage       | Godsilla, Fler, Ozan, B-Tight und Kitty Kat | Djorkaeff & Beatzarre                | 3:54     |
| 10 | Tony ist das      | Tony D                                      | Djorkaeff & Beatzarre                | 2:55     |
| 11 | Sexy              | B-Tight und Sido                            | Beatzarre, Djorkaeff, Sido & B-Tight | 4:19     |
| 12 | Wenn sie kommen   | Fler und Godsilla                           | Djorkaeff & Beatzarre                | 3:40     |
| 13 | Absturz           | Harris und B-Tight                          | KD Supier                            | 4:04     |
| 14 | Fiesta            | Tony D und Kitty Kat                        | Flash Gordon                         | 2:44     |
| 15 | Undissbar         | Frauenarzt                                  | Tai Jason                            | 3:28     |
| 16 | Meine Jungs       | Kitty Kat                                   | Kitty Kat & Rob Major                | 2:56     |
| 17 | Silla Instinkt    | Godsilla                                    | Djorkaeff                            | 3:02     |
| 18 | Du bist scheisse  | Sido                                        | Goofiesmackerz                       | 4:28     |
| 19 | Diese Stimme      | Tony D, MC Basstard, Fler und Kitty Kat     | Kitty Kat & Rob Major                | 3:25     |
| 20 | Egoist            | B-Tight                                     | Boomer                               | 3:53     |
| 21 | Beweg dein Arsch  | Sido, Kitty Kat, Tony D und Scooter         | Paul NZA & M.Pompetzki               | 3:26     |
| 22 | Auf die Fresse    | Tony D, Fler, Sido, B-Tight und Kitty Kat   | DJ Desue                             | 3:23     |
| 23 | A.G.G.R.O. Outro  | Tony D                                      | Flash Gordon                         | 1:46     |

## Singles
Zur Vermarktung der Aggro Anti Ansage Nr. 8 wurde ein sogenanntes „Split-Video“ produziert. Für dieses wurden Teile der Lieder Hundert Metaz von Tony D, 5 krasse Rapper von Tony D, Kitty Kat, Fler, Sido und B-Tight sowie So is es von Sido und Fler als Video umgesetzt.
Am 23. Januar 2009 wurde die Single-Auskoppelung Beweg dein Arsch veröffentlicht, zu welcher ebenfalls ein Video gedreht worden war. Auf dieser sind die Original-Version, die Instrumental-Version, ein „Atzen Musik Remix“ sowie das Video des Titels zu finden. Bei der Comet-Verleihung 2009 erhielten Sido, Tony D und Kitty Kat für Beweg dein Arsch die Auszeichnung in der Kategorie „Bester Song“. In den deutschen Charts konnte die Single Platz 17 erreichen und war insgesamt zehn Wochen in der Hitparade vertreten. Auch in Österreich konnte sich das Stück mit Platz 34 und in der Schweiz mit Platz 100 in den Singlecharts positionieren.

## Rezeption

### Charts
Aggro Anti Ansage Nr. 8 stieg in der 52. Kalenderwoche des Jahrs 2008 auf Platz 25 der deutschen Albumcharts ein. Insgesamt hielt sich die Veröffentlichung elf Wochen in der Hitparade. Damit war der Sampler im Vergleich zu den Vorgänger-Alben Aggro Ansage Nr. 4 und Aggro Ansage Nr. 5, die sich in den Top 10 hatten platzieren können und mit einer Goldenen Schallplatte ausgezeichnet worden waren, weniger erfolgreich.
In der Schweiz erreichte die sechste „Ansage“ mit Platz 13 in der ersten Woche eine bessere Platzierung. Aggro Anti Ansage Nr. 8 konnte sich dort in der dritten Woche mit Position 10 sogar in den Top 10 platzieren. Der Sampler hielt sich sieben Wochen lang in den Schweizer Charts.
Am 19. Dezember 2008 stieg der Sampler in Österreich auf Rang 37 ein. In der darauf folgenden Wochen fiel die Veröffentlichung auf Platz 42 und stieg anschließend auf Position 20. Insgesamt hielt sich Aggro Anti Ansage Nr. 8 zehn Wochen in der österreichischen Hitparade.

### Kritik
| Professionelle Bewertungen | Professionelle Bewertungen |
| Kritiken                   | Kritiken                   |
| Quelle                     | Bewertung                  |
| -------------------------- | -------------------------- |
| Laut                       | [ 11 ]                     |
| Rap.de                     | [ 12 ]                     |
| rappers.in                 | [ 13 ]                     |

Max Brandl befasste sich für die E-Zine Laut.de mit Aggro Anti Ansage Nr. 8. Die Redaktion der Seite vergab drei von möglichen fünf Bewertungspunkten an den Sampler. Aus Sicht Brandls biete Aggro Anti Ansage Nr. 8 nicht viel Neues, sei aber eine solide Veröffentlichung. Fler übertreffe, trotz „inhaltlicher Mängel“, bei der sechsten Ansage seine Labelkollegen. Auch Godsilla wird in der Kritik gelobt. Im Gegensatz dazu wirke Sido, der das prominenteste Mitglied Aggro Berlins darstellt, „inzwischen befremdlich deplaziert“ zwischen den anderen Künstlern des Labels. Besonders negativ sieht Brandl die Beiträge B-Tights, der sich durch „ein Maus-auf-Haus-Reimschema, de[n] Einfallsreichtum eines Bierdeckels und bestens versteckte Raptechnik“ auszeichnet. Dagegen verdiene Tony D für seine Leidenschaft und den „freiwilligen komischen Akzenten“ Anerkennung. Kitty Kat ergänze die männlichen Vertreter des Labels und liefere mit dem gemeinsam mit Tony D aufgenommenen Titel Fiesta „das absolute Highlight“. Die Produktionen werden positiv gewertet, sind aber auch „mainstreamlinienförmig“, was dem propagierten Anti-Bild des Samplers zuwiderläuft. Ausgefallenere Beats wurden nur für die Stücke Pussy von Kitty Kat und Du bist Scheiße von Sido verwendet.
In einer Kritik von Rap.de attestierte der Redakteur dem Sampler ein „handvoll guter Songs“, womit er als durchwachsen gewertet wird. Inhaltlich weicht die Rezension an mehreren Stellen von der Meinung Max Brandls ab. So seien die Beats zwar gut, dabei aber auch langweilig, da sie bereits auf früheren Aggro-Berlin-Veröffentlichungen genutzten Produktionen zu sehr ähneln. Als Beispiel wird der Titel Anti Ansage, der das gleiche Grundgerüst aufweise wie das Lied Bergab von Sidos Album Ich, genannt. Positiv stechen dagegen die Instrumentals zu Du bist Scheiße, Aggro Berlin Ding und Beweg dein Arsch heraus. Aus Sicht von Rap.de wurden die besten Beiträge des Samplers von Fler (Leute reden), Sido (Du bist Scheiße) und B-Tight beigesteuert. Sexy von B-Tight wird in der Rezension als „ganz großes Kino“ deutlich positiv hervorgehoben. Dagegen bleibe Kitty Kat unauffällig und auch Godsilla sei „nicht mehr als schmückendes Beiwerk“ neben Fler.